# Кси (слово)
Кси, грчки ξι (велико слово Ξ, мало слово ξ) је четрнаесто слово грчког алфабета. У систему грчких цифара има вредност 60. Изведено је од феничанског Самекх . Не треба мешати кси и хи, из којег је настало латиничко X.

## Употреба

### Грчки
У старогрчком ово слово се писало као ξεῖ или ξῖ.

### Физика
У физици се користи да се обележи фреквенција.